# Меркуриди
Меркуриди — інтерметаліди, сплави ртуті з металами — амальгами.

## Приклади
Відомі, наприклад, такі форми (стійкі меркуриди), як AuHg2, Au2Hg і Au3Hg.
Відомі меркуриди цезію й рубідію, інших металів.